# My Iron Lung (EP)
My Iron Lung fou el tercer EP de la banda britànica Radiohead, publicat el 24 d'octubre de 1994. Originalment només es va editar com a EP a Austràlia però posteriorment estigué disponible per tot el món. Als altres països es van publicar dos CDs amb tres cançons cadascun.
Aquest àlbum nasqué com a reacció de l'èxit aconseguit per "Creep", que va esdevenir una creu pels grup fins al punt d'avorrir-la. Es tracta d'un disc es considera un pont entre la relativa simplicitat de les cançons entre l'àlbum de debut Pablo Honey (1993) i el següent àlbum d'estudi que esdevingué un treball molt important en la seva discografia, The Bends.
Fou el primer treball de Radiohead en el qual participà Nigel Godrich com a productor, a The Bends fou enginyer d'àudio i posteriorment fou el productor musical de tots els seus àlbums d'estudi.

## Llista de cançons
| Núm.          | Títol                              | Durada |
| ------------- | ---------------------------------- | ------ |
| 1.            | «My Iron Lung»                     | 4:36   |
| 2.            | «The Trickster»                    | 4:40   |
| 3.            | «Lewis (Mistreated)»               | 3:19   |
| 4.            | «Punchdrunk Lovesick Singalong»    | 4:40   |
| 5.            | «Permanent Daylight»               | 2:48   |
| 6.            | «Lozenge of Love»                  | 2:16   |
| 7.            | «You Never Wash Up After Yourself» | 1:44   |
| 8.            | «Creep» (acústica)                 | 4:19   |
| Durada total: | Durada total:                      | 28:23  |